# 20. Cserkész Világdzsembori
A 20. Cserkész Világdzsembori egy 2002. december 28. és 2003. január 8. között, Thaiföldön, Sattahip várostól délre, 147 ország 24 000 cserkészének részvétele mellett megrendezett dzsembori volt.
Mottója: "Share our world, share our Cultures".
A találkozón 78 magyar cserkész vett részt, mely Közép-Európából a legnagyobb csapatnak számított.